# Rue Gasparin
La rue Gasparin est une rue du quartier de Bellecour située sur la presqu'île dans le 2e arrondissement de Lyon, en France.

## Situation et accès
La rue commence place des Jacobins et se termine en face de la place Bellecour et au niveau du veilleur de pierre. Elle est traversée par la rue des Archers et la rue  Simon-Maupin commence rue Gasparin.
La circulation se fait dans le sens de la numérotation avec un stationnement d'un seul côté. Une voie est en site propre pour la ligne   qui sert aussi de bande cyclable. Proche de Bellecour, on trouve l'arrêt Simon Maupin et un stationnement cyclable.

## Origine du nom
La rue doit son nom à Adrien de Gasparin (1783-1862) agronome et homme politique.

## Histoire
Au N°21, ici se trouve le grand hôtel du Globe où Anselme Pétetin (1807-1873) est amené le 5 novembre 1873 après avoir fait une apoplexie place des Terreaux.